# ديترويت (تكساس)
ديترويت، تكساس

ديترويت (بالإنجليزية: Detroit)‏ هي مدينة أمريكية تقع في ولاية تكساس.تبلغ مساحة هذه المدينة 4.1 (كم²)،ويبلغ عدد سكانها 776 نسمة حسب إحصاء سنة 2010 م. تشير إحصاءات سنة 2000م بأن الكثافة السكانية في هذه المدينة تقدر بـ(189.5) نسمة/كم2.

## التركيبة السكانية
حدّد مكتب تعداد الولايات المتحدة بيانات التركيبة السكانية لديترويت في تعداد الولايات المتحدة. في ما يلي، التركيبة السكانية حسب تعدادي 2000 و2010.

### تعداد عام 2000
بلغ عدد سكان ديترويت 776 نسمة بحسب تعداد عام 2000، وبلغ عدد الأسر 315 أسرة وعدد العائلات 217 عائلة مقيمة في البلدة. في حين سجلت الكثافة السكانية 189.3 نسمة لكل كيلومتر مربع (490.3/ميل2). وبلغ عدد الوحدات السكنية 359 وحدة بمتوسط كثافة قدره 87.6 لكل كيلومتر مربع (226.9/ميل2).
وتوزع التركيب العرقي للبلدة بنسبة 78.35% من البيض و16.49% من الأمريكيين الأفارقة و0.64% من الأمريكيين الأصليين و1.68% من الأعراق الأخرى و2.84% من عرقين مختلطين أو أكثر و2.58% من الهسبانيون أو اللاتينيون من أي عرق.
بلغ عدد الأسر 315 أسرة كانت نسبة 39% منها لديها أطفال تحت سن الثامنة عشر تعيش معهم، وبلغت نسبة الأزواج القاطنين مع بعضهم البعض 48.6% من أصل المجموع الكلي للأسر، ونسبة 16.2% من الأسر كان لديها معيلات من الإناث دون وجود شريك، بينما كانت نسبة 4.1% من الأسر لديها معيلون من الذكور دون وجود شريكة وكانت نسبة 31.1% من غير العائلات. تألفت نسبة 29.5% من أصل جميع الأسر من عدة أفراد يعيشون في نفس المنزل ونسبة 15.6% كانت تتألف من شخص يعيش بمفرده يبلغ من العمر 65 عاماً أو أكثر. وبلغ متوسط حجم الأسرة المعيشية 2.46، أما متوسط حجم العائلات فبلغ 3.06.
بلغ العمر الوسطي للسكان 34.2 عاماً. وكانت نسبة 29.4% من القاطنين تحت سن الثامنة عشر، وكانت نسبة 8.5% بين الثامنة عشر والرابعة والعشرين عاماً، ونسبة 25.6% كانت واقعةً في الفئة العمرية ما بين الخامسة والعشرين والرابعة والأربعين عاماً، ونسبة 20.7% كانت ما بين الخامسة والأربعين والرابعة والستين، ونسبة 15.7% كانت ضمن فئة الخامسة والستين عاماً فما فوق. يوجد لكل 100 أنثى 83.5 ذكر، ويوجد لكل 100 أنثى في الثامنة عشر من عمرها فما فوق 80.3 ذكر.
بلغ متوسط دخل الأسرة في البلدة 25,250 دولارًا، أما متوسط دخل العائلة فبلغ 31,136 دولارًا. وكان متوسط دخل الذكور 23,750 دولارًا مقابل 17,250 دولارًا للإناث. وسجل دخل الفرد الخاص بالبلدة 14,331 دولارًا. وكانت نسبة 20.8% من العائلات ونسبة 24% من السكان تحت خط الفقر، وكان من هؤلاء نسبة 34.9% تحت سن الثامنة عشر ونسبة 14.8% في الخامسة والستين من العمر وما فوق.

### تعداد عام 2010
بلغ عدد سكان ديترويت 732 نسمة بحسب تعداد عام 2010، وبلغ عدد الأسر 305 أسرة وعدد العائلات 193 عائلة مقيمة في البلدة. في حين سجلت الكثافة السكانية 178.5 نسمة لكل كيلومتر مربع (462.3/ميل2). وبلغ عدد الوحدات السكنية 358 وحدة بمتوسط كثافة قدره 87.3 لكل كيلومتر مربع (226.1/ميل2).
وتوزع التركيب العرقي للبلدة بنسبة 83.88% من البيض و11.61% من الأمريكيين الأفارقة و1.78% من الأمريكيين الأصليين و2.73% من عرقين مختلطين أو أكثر و2.05% من الهسبانيون أو اللاتينيون من أي عرق.
بلغ عدد الأسر 305 أسرة كانت نسبة 38% منها لديها أطفال تحت سن الثامنة عشر تعيش معهم، وبلغت نسبة الأزواج القاطنين مع بعضهم البعض 41% من أصل المجموع الكلي للأسر، ونسبة 19.7% من الأسر كان لديها معيلات من الإناث دون وجود شريك، بينما كانت نسبة 2.6% من الأسر لديها معيلون من الذكور دون وجود شريكة وكانت نسبة 36.7% من غير العائلات. تألفت نسبة 33.1% من أصل جميع الأسر من عدة أفراد يعيشون في نفس المنزل ونسبة 15.1% كانت تتألف من شخص يعيش بمفرده يبلغ من العمر 65 عاماً أو أكثر. وبلغ متوسط حجم الأسرة المعيشية 2.40، أما متوسط حجم العائلات فبلغ 3.04.
بلغ العمر الوسطي للسكان 35.8 عاماً. وكانت نسبة 28.1% من القاطنين تحت سن الثامنة عشر، وكانت نسبة 7.1% بين الثامنة عشر والرابعة والعشرين عاماً، ونسبة 26.8% كانت واقعةً في الفئة العمرية ما بين الخامسة والعشرين والرابعة والأربعين عاماً، ونسبة 22.7% كانت ما بين الخامسة والأربعين والرابعة والستين، ونسبة 15.3% كانت ضمن فئة الخامسة والستين عاماً فما فوق. وتوزع التركيب الجنسي للسكان بنسبة 48.5% ذكور و51.5% إناث.

## أعلام
- ليزا ببكر
- جون نانس غارنر